# Првенці
Првенці (словен. Prvenci) — поселення в общині Марковці, Подравський регіон‎, Словенія.